# Staatspark
Een staatspark is een park, een beschermd natuurgebied of een historische plaats die beheerd wordt op het niveau van een staat in een federaal land waarvan de deelstaten 'staten' worden genoemd. Er zijn staatsparken in Brazilië (parque estatal), in elke staat van de Verenigde Staten (state park) en in enkele deelstaten van Mexico (parque estatal). In andere landen kan er sprake zijn van bijvoorbeeld provinciale parken; de terminologie verschilt nogal per land. In Australië bestaan er ook staatsparken, al is het verschil tussen nationale en staatsparken daar anders; beide worden namelijk door de deelstaten beheerd.
Staatsparken worden meestal opgericht door de deelstaat om de plaatselijke natuur of een historisch waardevolle plaats te beschermen of als openbaar recreatieoord. Staatsparken zijn gelijkaardig aan nationale parken, die evenwel onder de jurisdictie van het federale niveau vallen. Ook op het lokale niveau bestaan er zulke parken: zo zijn er regionale en county-parken in bepaalde gebieden. In de regel zijn staatsparken minder groot en minder goed beschermd dan nationale parken.

## Verenigde Staten

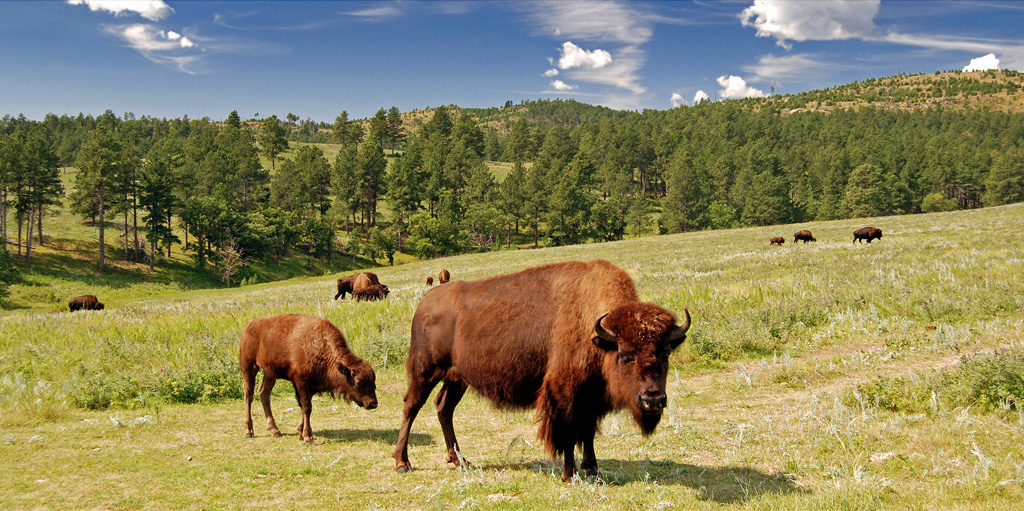
Bizons in Custer State Park in South Dakota.

In de Verenigde Staten zijn er meer dan 6.600 staatsparken. Californië heeft er het meest: zo'n 280. Jaarlijks worden de Amerikaanse staatsparken ongeveer 725 miljoen bezocht, vergeleken met 276 miljoen voor de nationale parken. Meerdere staten maken een onderscheid tussen verschillende soorten staatsparken. Zo zijn er state recreation areas, state beaches, state historic parks, state nature reserves en dergelijke.